# Mastax brittoni
Mastax brittoni es una especie de carabído con distribución restringida en Taiwán.